# Huaraz
Huaraz (o Huarás) és una ciutat del Perú, capital del districte, de la província homònima i del departament d’Áncash. Està situada al sud del Callejón de Huaylas, a una altitud mitjana de 3.050 metres sobre el nivell del mar. L’any 2025 compta amb una població estimada de 145.000 habitants, cosa que la converteix en la segona ciutat més poblada del departament, després de Chimbote, i en una de les vint-i-cinc més poblades del país.
Els orígens de Huaraz es remunten a èpoques preincaques, amb assentaments al voltant dels rius Quilcay i Santa. La fundació espanyola es va produir el 20 de gener de 1574 sota el nom de San Sebastián de Guarás, com a reducció indígena establerta pel conquistador Alonso de Santoyo y Valverde. Durant el procés d’independència del Perú, la ciutat va donar suport logístic i material a l’exèrcit alliberador, motiu pel qual Simón Bolívar li atorgà el títol honorífic de «Muy generosa ciudad de Huaraz».
El 1970, un terratrèmol va destruir prop del 95% de la ciutat i va causar la mort de prop de 20.000 habitants. La magnitud de la tragèdia i la resposta solidària internacional li valgueren el sobrenom de «Capital de l’Amistat Internacional». Aquesta catàstrofe va transformar profundament l’estructura socioeconòmica de la ciutat, marcada des d’aleshores per una gran presència de població migrant provinent tant de l’interior del departament com d’altres regions del país.
L’economia de Huaraz es fonamenta en la mineria, l’agricultura, el comerç i, sobretot, el turisme, que constitueix la principal font d’ingressos. Bona part de la seva infraestructura està orientada a serveis turístics, fet que la converteix en una destinació destacada per al turisme d’aventura i de muntanya a la Cordillera Blanca i la Cordillera Huayhuash, així com per a la visita de jaciments arqueològics com Chavín de Huántar, Huilcahuaín i la regió dels Conchucos.